# Oumar Barro
Oumar Barro   (Alt Volta, 3 de juny de 1974) és un exfutbolista de Burkina Faso de la dècada de 1990.
Fou internacional amb la selecció de futbol de Burkina Faso.
Pel que fa a clubs, destacà a Brøndby IF.